# POLE2
A DNS-polimeráz ε 2. alegysége a POLE2 gén által kódolt enzim.

## Homológia
A humán POLE2 N-terminális Dpoe2NT doménje (25–99. aminosav) az AAA+ fehérjék C-terminális α-helikális doménjének homológja 45–89%-os szekvenciahomológiával.

## Funkció
A replikációiniciációban fontos szerepe lehet a DNS-polimeráz ε-nak. A DNS-polimeráz δ helyettesíteni tudja a DNS-polimeráz ε-t, azonban a replikáció elindításához szükség van a POLE1-re és a POLE2-re: nem tud polimerázváltás történni ezek hiányában. Ezenkívül a POLE-elégtelenség fejlődési hibákat is okoz. A POLE2 a replikációs villáknál található a DNS-szintézis során.

## Klinikai jelentőség

### Tumorok
A POLE2-túlexpresszió összefügg a tumorok rossz túlélési adataival.
A POLE2 magas expressziója ismert többek közt limfómákban, méhnyakrákban, húgyhólyagrákban, tüdő-adenokarcinómában, emlőrákban, colorectalis rákban és nyelőcsőlaphámrákban. Az immuninfiltráció negatívan korrelál a POLE2-expresszióval.
A POLE2 magas expressziója az auróra-kináz A-mediált FOXM1-stabilizáció és -deubikvitináció erősítése révén könnyíti a malignus glioblasztóma kialakulását. A POLE2-expresszió csökkentése gátolja a glioblasztóma rosszindulatú viselkedését, beleértve sejtjei életképességét, a sejtklónkeletkezést; erősíti az érzékenységet az apoptózisra, és gátolja az epitél-mezenchimális átmenetet (EMT).
A POLE2 gyomorrákban a ferroptózist inhibeálja az NRF2/GPX4-út aktivációja révén és a Fe2+-szint befolyásolása nélkül. Az NRF2 vagy a GPX4 csendesítése csökkenti a POLE2-túlexpresszió mediálta sejtproliferációt, sejtvándorlást, inváziót és a ferroptózisgátlást. Ezek alapján az NRF2, a GPX4 vagy a POLE2 gátlása fontos lehet a gyomorrák kezelésében. A ferroptózisinhibícióval a POLE2-túlexpresszió könnyíti a gyomortumorok malignussá alakulását.
A nyelőcsőlaphámráksejt-vándorlást és a nyelőcsőlaphám-tumorigenezist gátolja a POLE2-inhibíció.
A POLE2 húgyhólyagráknál proliferációt és ciszplatin-rezisztenciát okoz. A POLE2 a proliferációban fontos gének (PEG) közül a normál szövetet a húgyhólyagráktól leginkább megkülönböztető, és ennek knockdownja csökkenti a ciszplatin IC50-jét.
A nem kissejtes tüdőrák és a colorectalis rák POLE2-csendesítés hatására érzékennyé válik az SRA737-re, ez a CHK1-et inhibeálja. A POLE2- és a CHK1-csendesítés szintetikusan halálos – a POLE2 vagy a CHK1 egyikének a csendesítése se halálos önmagában, együttes csendesítésük azonban a sejtet elpusztítja.

### Mutációk

#### Immunhiány
A POLE2 gén 13. intronjának 1. helyén lévő homozigóta G→T splicinghelyi mutáció immunhiányt, arcdiszmorfiát és autoimmunitást okoz. Ennek oka, hogy a limfociták korai fejlődése során a genomintegritás és a pontos DNS-javítás a reakcióutak megfelelő rendszerét igényli, melyet egy mutáció megzavarhat, primer immunhiányt okozva. Vad típusú POLE2-transzdukált fibroblasztokban részleges sejtciklus-helyreállás figyelhető meg.

#### Korai colorectalis rák
A korai colorectalis rák kockázatát növelhetik POLE2-mutációk.

#### DNS-polimeráz ε-elégtelenség
A DNS-polimeráz ε-elégtelenség IMAGe-szindrómát okoz változó immunhiánnyal. Ennek tünetei korlátozott növekedés in utero, metafizeális diszplázia, kongenitális mellékvese-hipoplázia és – férfiakban – kiválasztó szervrendszeri anomáliák. Intronmutációk okozzák, például a c.1686+32C→G, mely mellett transz-funkcióvesztéses fehérjeváltozatok alakulhatnak ki. Ezen intronmutáció megváltoztatja a splicingot, így sejtbeli Pol ε-hiány alakul ki, késleltetve az S-fázis előrehaladását. A szindróma bár csökkent fejkörméretet okoz, az kevésbé súlyos.

## Kölcsönhatások
A POLE2 kölcsönhat a SAP18-cal.
A sejtciklus során végig kromatinasszociált RAD17 is kölcsönhat a DNS-polimeráz ε-nal.
A POLE1 C-terminális doménje révén kölcsönhat a POLE2-vel, ami lehetővé teszi a DNS-replikáció elindítását.
A POLE2-expressziót az YTHDF1 szabályozza.

## Fordítás
Ez a szócikk részben vagy egészben  a   POLE2 című angol Wikipédia-szócikk ezen változatának fordításán alapul.  Az eredeti cikk szerkesztőit annak laptörténete sorolja fel. Ez a jelzés csupán a megfogalmazás eredetét és a szerzői jogokat jelzi, nem szolgál a cikkben szereplő információk forrásmegjelöléseként.